# Meløy
Meløy is een gemeente in de Noorse provincie Nordland in het noorden van Noorwegen. De gemeente telde 6435 inwoners in januari 2017.
Meløy is sinds 1884 zelfstandig toen het afgesplitst werd van het weinig bevolkte zuidelijk gelegen Rodøy. De voornaamste dorpen zijn Glomfjord (1202 inwoners) en Ørnes (1779 inwoners) dat het bestuurlijk centrum van de gemeente is.
Meløy ligt net boven de poolcirkel aan de Noorse westkust. De gemeente omvat het eiland Meløy en zo'n 700 andere eilanden van uiteenlopende afmetingen rondom de Meløyfjord, de Holandsfjord en de Glomfjord, alsmede een stuk van het vasteland. In de gemeente ligt een deel van Saltfjellet-Svartisen Nationaal Park. Het dorp is ook aanleghaven voor de schepen van Hurtigruten.
De gemeente ontving op 7 december 1984 haar gemeentewapen. Het stelt een gele klaproos, Fjellvamue in het Noors (papaver radicatum subglobosum) voor, een plantje dat dicht bij de Svartisengletsjer groeit.
De industriële ontwikkeling begon na de Eerste Wereldoorlog dankzij de elektriciteit die de gletsjers uit de omgeving leverden. Norsk Hydro startte in Glomfjord een kunstmestfabriek. De voornaamste bronnen van inkomsten van de gemeente zijn bosbouw, landbouw, visserij, toerisme en lichte industrie.
In de gemeente zijn overblijfselen uit de Vikingtijd gevonden. In de nabijheid bevindt zich de tweede grootste gletsjer van het Noorse vasteland, Svartisen met de zijarm Engabreen. Er is een klein schoolmuseum in Reipå. Het oudste gebouw dateert er uit 1876.

## Plaatsen in de gemeente
- Glomfjord
- Ørnes
- Reipå

Alstahaug · Andøy · Beiarn · Bindal · Bø · Bodø · Brønnøy · Dønna · Evenes · Fauske · Flakstad · Gildeskål · Grane · Hadsel · Hamarøy · Hattfjelldal · Hemnes · Herøy · Leirfjord · Lødingen · Lurøy · Meløy · Moskenes · Narvik · Nesna · Øksnes · Rana · Rødøy · Røst · Saltdal · Sømna · Sørfold · Sortland · Steigen · Træna · Værøy · Vågan · Vefsn · Vega · Vestvågøy · Vevelstad

Fylker van Noorwegen